# Uriah Hall
Uriah Alexander Hall (Spanish Town, 31 de julio de 1984) es un artista marcial mixto, boxeador profesional y ex kickboxer jamaicano-estadounidense. Luchó en la división de peso mediano de Ultimate Fighting Championship (UFC). Quedó segundo en The Ultimate Fighter: Team Jones vs. Team Sonnen. Antes de su aparición en TUF, Hall compitió en Bellator MMA y Ring of Combat, donde tuvo éxito al ganar el Campeonato de ROC. También es el primer peleador de UFC en la historia en ganar una pelea sin lanzar un solo strike.

## Primeros años
Hall nació en Spanish Town, Jamaica, pero se mudó a Queens, Nueva York en los Estados Unidos a la edad de trece años. A su llegada a un nuevo país, fue intimidado en la escuela, pero se refugió en las artes marciales. Hall es segundo cinturón negro en Tiger Schulmann Artes Marciales Mixtas bajo Tiger Schulmann y también compitió como kickboxer en la World Combat League.

## Carrera de artes marciales mixtas

### The Ultimate Fighter
El 9 de enero de 2013, se anunció que Hall había sido seleccionado como peleador para la decimoséptima temporada de The Ultimate Fighter con los entrenadores Jon Jones y Chael Sonnen.
En la primera ronda para entrar en la casa, Hall derrotó a Andy Enz por decisión. Hall fue la segunda selección del Team Sonnen.
En el episodio 3, Hall se enfrentó a Adam Cella del Team Jones. Con tan sólo diez segundos por jugarse la primera ronda, Hall desató una devastadora patada giratoria de talón a la cabeza de Cella que lo dejó inconsciente. El KO fue declarado como el KO más feroz visto por Dana White en los ocho años de historia de The Ultimate Fighter.
Hall avanzó a los cuartos de final y derrotó a Bubba McDaniel del Team Jones en ocho segundos. Esto llevó a Dana White a decir que Hall fue el peleador "más peligroso" en la historia de TUF y Chael Sonnen a decir que será un contendiente en la división de peso medio.
Hall llegó a semifinales y se enfrentó a Dylan Andrews. Hall derrotó a Andrews por nocaut técnico en la segunda ronda.

### Ultimate Fighting Championship
Hall se enfrentó a su compañero del Equipo Sonnen Kelvin Gastelum en la final de The Ultimate Fighter 17. Hall perdió la pelea por decisión dividida.
El 17 de agosto de 2013, Hall se enfrentó a John Howard en UFC Fight Night 26. Hall perdió la pelea por decisión dividida.
Hall se enfrentó a Chris Leben el 28 de diciembre de 2013 en UFC 168. Hall ganó la pelea por nocaut técnico después de que Leben comunicara a su equipo que no podía continuar.
Hall se enfrentó a Thiago Santos el 5 de julio de 2014 en UFC 175. Hall ganó la pelea por decisión unánime.
El 18 de enero de 2015, Hall se enfrentó a Ron Stallings en UFC Fight Night 59. Hall ganó la pelea por parada médica.
El 23 de mayo de 2015, Hall se enfrentó a Rafael Natal en UFC 187. Hall perdió la pelea por decisión dividida.
Hall se enfrentó a Oluwale Bamgbose el 8 de agosto de 2015 en UFC Fight Night 73. Hall ganó la pelea por nocaut técnico en la primera ronda.
Hall se enfrentó a Gegard Mousasi el 27 de septiembre de 2015 en UFC Fight Night 75. Hall ganó la pelea por nocaut técnico en la segunda ronda, ganando así el premio a la Actuación de la Noche.
El 15 de noviembre de 2015, Hall se enfrentó a Robert Whittaker en UFC 193. Hall perdió la pelea por decisión unánime.
Hall se enfrentó a Derek Brunson el 17 de septiembre de 2016 en UFC Fight Night 94. Hall perdió la pelea por TKO en la primera ronda.
Hall se enfrentó a Gegard Mousasi en una revancha el 19 de noviembre de 2016 en UFC Fight Night 99. Perdió la pelea por TKO en la primera ronda después de ser derribado y golpeado con múltiples derechas.
Hall se enfrentó a Krzysztof Jotko el 16 de septiembre de 2017 en UFC Fight Night 116. Después de ser dominado en la primera ronda, Hall se recuperó en la segunda ronda y ganó la pelea por TKO. La victoria también le valió su segundo bonus extra de Actuación de la Noche.
Se esperaba que Hall enfrentara a Vitor Belfort el 14 de enero de 2018 en UFC Fight Night: Stephens vs. Choi. Sin embargo, el 13 de enero de 2018, se anunció que Hall no llegó para pesarse, ya que se desmayó en el camino hacia el pesaje y la pelea fue cancelada.
Se esperaba que Hall se enfrentara a Paulo Costa el 21 de abril de 2018 en UFC Fight Night: Barboza vs. Lee. Sin embargo, Costa se retiró del combate a mediados de marzo por una lesión en el brazo. A su vez, los responsables de la promoción decidieron retirar a Hall de ese evento por completo y reprogramar el emparejamiento para el 7 de julio de 2018 en el UFC 226. Hall perdió el combate por nocaut técnico en el segundo asalto.
Hall se enfrentó al recién llegado Bevon Lewis el 29 de diciembre de 2018 en UFC 232. Ganó el combate por nocaut en el tercer asalto.
Hall se enfrentó a Antônio Carlos Júnior el 14 de septiembre de 2019 en UFC Fight Night: Cowboy vs. Gaethje. Hall ganó el combate por decisión dividida.
Hall estaba programado para enfrentarse a Ronaldo Souza el 14 de abril de 2020 en UFC 249. Sin embargo, el 9 de abril, el presidente de la UFC, Dana White, anunció que este evento fue pospuesto y el combate fue programado para el 9 de mayo de 2020. El 8 de mayo, Souza se retiró del combate tras dar positivo por COVID-19.
Hall estaba programado para enfrentarse a Yoel Romero el 22 de agosto de 2020 en UFC on ESPN: Munhoz vs. Edgar. Sin embargo, Romero se retiró del combate el 11 de agosto por razones no reveladas. A su vez, Hall fue retirado de la tarjeta y será reprogramado para un evento futuro.
Hall se enfrentó a Anderson Silva el 31 de octubre de 2020, en UFC Fight Night: Hall vs. Silva. Ganó el combate por nocaut técnico en el cuarto asalto.
Se esperaba que la revancha con Chris Weidman tuviera lugar el 13 de febrero de 2021 en UFC 258. Sin embargo, Weidman fue retirado del evento debido a una prueba positiva de COVID-19 y el combate fue cancelado. La revancha tuvo lugar en UFC 261 el 24 de abril de 2021. Al comienzo del primer asalto, Weidman lanzó una fuerte patada baja exterior que Hall controló con su rodilla izquierda. Este control rompió el peroné y la tibia izquierda de Weidman al contacto. Weidman cayó inmediatamente a la lona, lo que obligó al árbitro Herb Dean a detener la pelea y declarar a Hall ganador por nocaut técnico. Esta victoria convirtió a Hall en el primer luchador de la historia de la UFC en ganar un combate sin lanzar un solo golpe.
Se esperaba que Hall se enfrentara a Sean Strickland el 7 de agosto de 2021 en UFC 265. Sin embargo, el 4 de junio de 2021, el combate fue trasladado para encabezar UFC on ESPN: Hall vs. Strickland el 31 de julio de 2021. Hall perdió el combate por decisión unánime.
Hall estaba programado para enfrentarse a André Muniz el 16 de abril de 2022 en UFC Fight Night 206. Sin embargo, Hall se retiró por razones no reveladas. La pelea con Muniz fue reprogramada para UFC 276 el 2 de julio. Perdió la pelea por decisión unánime.
El 10 de agosto de 2022, Hall anunció su retiro de las MMA.

## Vida personal
Hall tuvo un papel en la película de 2015 "Street" protagonizada por Beau "Casper" Smart.

## Campeonatos y logros
- Ultimate Fighting Championship
  - Actuación de la Noche (Una vez)
  - KO de la temporada (The Ultimate Fighter 17)

- Ring of Combat
  - Campeón de Peso Medio (Dos veces)

## Récord en artes marciales mixtas
| Récord profesional | Récord profesional | Récord profesional |
| 28 peleas          | 17 victorias       | 11 derrotas        |
| ------------------ | ------------------ | ------------------ |
| Nocaut             | 13                 | 4                  |
| Sumisión           | 1                  | 0                  |
| Decisión           | 3                  | 7                  |

| Resultado | Récord | Oponente              | Método                             | Evento                                  | Fecha                    | Ronda | Tiempo | Localización                | Notas                                            |
| --------- | ------ | --------------------- | ---------------------------------- | --------------------------------------- | ------------------------ | ----- | ------ | --------------------------- | ------------------------------------------------ |
| Derrota   | 17–11  | André Muniz           | Decisión (unánime)                 | UFC 276                                 | 2 de julio de 2022       | 3     | 5:00   | Las Vegas, Nevada           |                                                  |
| Derrota   | 17–10  | Sean Strickland       | Decisión (unánime)                 | UFC on ESPN: Hall vs. Strickland        | 31 de julio de 2021      | 5     | 5:00   | Las Vegas, Nevada           |                                                  |
| Victoria  | 17–9   | Chris Weidman         | TKO (lesión en la pierna)          | UFC 261                                 | 24 de abril de 2021      | 1     | 0:17   | Jacksonville, Nevada        |                                                  |
| Victoria  | 16–9   | Anderson Silva        | TKO (golpes)                       | UFC Fight Night: Hall vs. Silva         | 31 de octubre de 2020    | 4     | 1:24   | Las Vegas, Nevada           |                                                  |
| Victoria  | 15–9   | Antônio Carlos Júnior | Decisión (dividida)                | UFC Fight Night: Cowboy vs. Gaethje     | 14 de septiembre de 2019 | 3     | 5:00   | Vancouver                   |                                                  |
| Victoria  | 14–9   | Bevon Lewis           | KO (puñetazo)                      | UFC 232                                 | 29 de diciembre de 2018  | 3     | 1:32   | Inglewood, California       |                                                  |
| Derrota   | 13–9   | Paulo Costa           | TKO (golpes)                       | UFC 226                                 | 7 de julio de 2018       | 2     | 2:28   | Paradise, Nevada            |                                                  |
| Victoria  | 13–8   | Krzysztof Jotko       | TKO (golpes)                       | UFC Fight Night: Rockhold vs. Branch    | 16 de septiembre de 2017 | 2     | 2:25   | Pittsburg, Pensilvania      |                                                  |
| Derrota   | 12–8   | Gegard Mousasi        | TKO (golpes)                       | UFC Fight Night: Mousasi vs. Hall 2     | 19 de noviembre de 2016  | 1     | 4:37   | Belfast                     |                                                  |
| Derrota   | 12–7   | Derek Brunson         | TKO (golpes)                       | UFC Fight Night: Poirier vs. Johnson    | 17 de septiembre de 2016 | 1     | 1:41   | Hidalgo, Texas              |                                                  |
| Derrota   | 12–6   | Robert Whittaker      | Decisión (unánime)                 | UFC 193                                 | 15 de noviembre de 2015  | 3     | 5:00   | Melbourne                   |                                                  |
| Victoria  | 12–5   | Gegard Mousasi        | TKO (rodilla voladora y golpes)    | UFC Fight Night: Barnett vs. Nelson     | 27 de septiembre de 2015 | 2     | 0:25   | Saitama                     | Actuación de la Noche.                           |
| Victoria  | 11–5   | Oluwale Bamgbose      | TKO (golpes)                       | UFC Fight Night: Teixeira vs. St. Preux | 8 de agosto de 2015      | 1     | 2:32   | Nashville, Tennessee        |                                                  |
| Derrota   | 10–5   | Rafael Natal          | Decisión (dividida)                | UFC 187                                 | 23 de mayo de 2015       | 3     | 5:00   | Las Vegas, Nevada           |                                                  |
| Victoria  | 10–4   | Ron Stallings         | TKO (parada médica)                | UFC Fight Night: McGregor vs. Siver     | 18 de enero de 2015      | 1     | 3:37   | Boston, Massachusetts       |                                                  |
| Victoria  | 9–4    | Thiago Santos         | Decisión (unánime)                 | UFC 175                                 | 5 de julio de 2014       | 3     | 5:00   | Las Vegas, Nevada           |                                                  |
| Victoria  | 8–4    | Chris Leben           | TKO (parada en la esquina)         | UFC 168                                 | 28 de diciembre de 2013  | 1     | 5:00   | Las Vegas, Nevada           |                                                  |
| Derrota   | 7–4    | John Howard           | Decisión (dividida)                | UFC Fight Night: Shogun vs. Sonnen      | 17 de agosto de 2013     | 3     | 5:00   | Boston, Massachusetts       |                                                  |
| Derrota   | 7–3    | Kelvin Gastelum       | Decisión (dividida)                | The Ultimate Fighter 17 Finale          | 13 de abril de 2013      | 3     | 5:00   | Las Vegas, Nevada           | Perdió TUF 17.                                   |
| Victoria  | 7–2    | Nodar Kuduxashvili    | Decisión (unánime)                 | Ring of Combat 41                       | 15 de junio de 2012      | 3     | 5:00   | Atlantic City, Nueva Jersey | Ganó el Campeonato vacante de Peso Medio de ROC. |
| Victoria  | 6–2    | Daniel Akinyemi       | Sumisión (heel hook)               | Ring of Combat 39                       | 10 de febrero de 2012    | 1     | 3:58   | Atlantic City, Nueva Jersey |                                                  |
| Victoria  | 5–2    | Aung La Nsang         | KO (puñetazo)                      | Ring of Combat 35                       | 8 de abril de 2011       | 3     | 1:37   | Atlantic City, Nueva Jersey |                                                  |
| Derrota   | 4–2    | Costa Philippou       | Decisión (mayoritaria)             | Ring of Combat 34                       | 4 de febrero de 2011     | 3     | 4:00   | Atlantic City, Nueva Jersey |                                                  |
| Derrota   | 4–1    | Chris Weidman         | TKO (golpes)                       | Ring of Combat 31                       | 24 de septiembre de 2010 | 1     | 3:06   | Atlantic City, Nueva Jersey | Perdió el Campeonato de Peso Medio de ROC.       |
| Victoria  | 4–0    | Roger Carroll         | Sumisión (a golpes)                | Ring of Combat 30                       | 11 de junio de 2010      | 1     | 2:41   | Atlantic City, Nueva Jersey | Ganó el Campeonato vacante de Peso Medio de ROC. |
| Victoria  | 3–0    | Mitch Whitesel        | TKO (golpes)                       | Ring of Combat 27                       | 20 de noviembre de 2009  | 3     | 2:34   | Atlantic City, Nueva Jersey |                                                  |
| Victoria  | 2–0    | Edwin Aguilar         | TKO (patadas a la cabeza y golpes) | Bellator 11                             | 12 de junio de 2009      | 3     | 4:31   | Uncasville, Connecticut     |                                                  |
| Victoria  | 1–0    | Mike Iannone          | KO (golpes)                        | Ring of Combat 9                        | 29 de octubre de 2005    | 1     | 0:44   | Asbury Park, Nueva Jersey   |                                                  |

| Récord de exhibición | Récord de exhibición | Récord de exhibición |
| 4 peleas             | 4 victorias          | 0 derrotas           |
| -------------------- | -------------------- | -------------------- |
| Nocaut               | 3                    | 0                    |
| Sumisión             | 0                    | 0                    |
| Decisión             | 1                    | 0                    |

| Resultado | Récord | Oponente       | Método                | Evento                                           | Fecha                                   | Ronda | Tiempo | Localización      | Notas                                               |
| --------- | ------ | -------------- | --------------------- | ------------------------------------------------ | --------------------------------------- | ----- | ------ | ----------------- | --------------------------------------------------- |
| Victoria  | 4–0    | Dylan Andrews  | TKO (golpes)          | The Ultimate Fighter: Team Jones vs. Team Sonnen | 9 de abril de 2013 (fecha de emisión)   | 2     | 4:50   | Las Vegas, Nevada | TUF 17 Semifinal.                                   |
| Victoria  | 3–0    | Bubba McDaniel | KO (puñetazo)         | The Ultimate Fighter: Team Jones vs. Team Sonnen | 2 de abril de 2013 (fecha de emisión)   | 1     | 0:08   | Las Vegas, Nevada | TUF 17 Cuartos de final.                            |
| Victoria  | 2–0    | Adam Cella     | KO (patada giratoria) | The Ultimate Fighter: Team Jones vs. Team Sonnen | 5 de febrero de 2013 (fecha de emisión) | 1     | 4:55   | Las Vegas, Nevada | Ronda preliminar de TUF 17. Nocaut de la temporada. |
| Victoria  | 1–0    | Andy Enz       | Decisión (unánime)    | The Ultimate Fighter: Team Jones vs. Team Sonnen | 22 de enero de 2013 (fecha de emisión)  | 3     | 5:00   | Las Vegas, Nevada | Ronda de eliminación de TUF 17                      |